# Carlos Lacerda

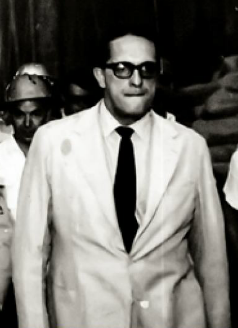
Carlos Lacerda

Carlos Frederico Werneck de Lacerda (* 30. April 1914 in Rio de Janeiro, Brasilien; † 21. Mai 1977 ebenda) war ein brasilianischer Journalist, Schriftsteller und Politiker, der unter anderem zwischen 1960 und 1965 Gouverneur des damaligen Bundesstaates Guanabara war.

## Leben
Lacerda, Sohn des Politikers und Schriftstellers Maurício Paiva de Lacerda und dessen Ehefrau Olga Caminhoá Werneck, war väterlicherseits ein Enkel von Sebastião Eurico Gonçalves de Lacerda, der zwischen 1897 und 1898 Verkehrsminister Brasiliens war. Mütterlicherseits war er ein Urenkel des Mediziners und Botanikers Joaquim Monteiro Caminhoá. 1929 begann er ein Studium der Rechts- und Sozialwissenschaften an der Universidade Federal do Rio de Janeiro (UFRJ) und engagierte sich dort in der akademischen Gesellschaft Centro Acadêmico Cândido de Oliveira (CACO). Aufgrund seiner politischen Aktivitäten wurde er 1932 von der Universität exmatrikuliert. Durch den politischen Einfluss seines Vaters sowie seiner beiden Onkel Paulo Paiva de Lacerda und Fernando Paiva de Lacerda trat er der Kommunistischen Partei PCB (Partido Comunista Brasileiro) bei. Im Zuge der brasilianischen Revolution 1930 sowie im Januar 1931 beteiligte er sich erstmals an Aktionen gegen den diktatorisch regierenden Präsidenten Getúlio Vargas in Rio de Janeiro und Santos, die allerdings durch den von Vargas ernannten Polizeichef und Abgeordneten João Batista Luzardo aufgedeckt wurden. Im März 1934 gehörte er zu den Mitgründern der Nationalen Befreiungsallianz ANL (Aliança Nacional Libertadora), die gegen Faschismus, Imperialismus und Integralismus eintrat. Zu dieser Zeit verfasste er unter dem Pseudonym „Marcos“ einen Bericht über Manuel Congo, der 1839 einen Sklavenaufstand in Rio de Janeiro anführte und dabei ums Leben kam. Nach seiner Teilnahme am gescheiterten kommunistischen Aufstand 1935 versteckte er sich bei Verwandten in Vassouras, ehe er sich 1939 von der kommunistischen Bewegung loslöste. 1939 war er als Journalist bei der Zeitung O Observador Econômico e Financeiro tätig.
In den folgenden Jahren trat Lacerda der 1945 gegründeten Nationaldemokratischen Union IDN (União Democrática Nacional) bei und wurde 1947 für diese zum Mitglied der Abgeordnetenkammer (Câmara dos Deputados do Brasil) sowie Stadtrates von Rio de Janeiro gewählt, denen er bis jeweils 1955 angehörte. Er blieb Gegner von Präsident Vargas und fungierte als Hauptkoordinator der Opposition gegen dessen Wiederwahl 1950. Dabei verfasste er insbesondere gegen Vargas gerichtete Artikel in der von ihm 1949 gegründeten Zeitung Tribuna da Imprensa. Dies führte dazu, dass Vargas am 5. August 1954 seinen langjährigen Gefährten Gregório Fortunato, Chef der Wache des Präsidentenpalastes, beauftragte, Lacerda zu ermorden. Bei dem Attentat kam aber nur Lacerdas Begleiter, der Major der Luftstreitkräfte Rubens Florentino Vaz, ums Leben. Dies war das politische Ende für den Diktator: Neben dem generellen Aufruhr, den das Attentat verursachte, hatte er seinen Gegner gestärkt und die Luftwaffe in offene Rebellion versetzt. Rücktrittsforderungen wies Vargas weit von sich. Am 23. August wurde er von 27 Generälen des Heeres in einem offenen Brief abermals zum Rücktritt aufgefordert, darunter auch von befreundeten Militärs. Ohne den Rückhalt des Militärs verlor Vargas jede Hoffnung und nahm sich am Morgen des 24. August mit einem Pistolenschuss ins Herz das Leben.
1955 gehörte Lacerda zu den Gegnern der Wahl von Präsident Juscelino Kubitschek und dessen Vizepräsidenten João Goulart, die er in den Folgejahren ebenfalls in Artikeln öffentlich angriff. 1956 wurde er erneut Mitglied der Abgeordnetenkammer. Am 5. Dezember 1960 übernahm er als Nachfolger von José Sette Câmara Filho das Amt des Gouverneurs des damaligen Bundesstaates Guanabara, der nach der Verlegung der Hauptstadt von Rio de Janeiro nach Brasília 1960 aus dem bisherigen Distrito Federal do Brasil entstanden war. Diesen Posten bekleidete er bis zum 11. Oktober 1965, woraufhin zunächst der bisherige Vizegouverneur Raphael de Almeida Magalhães das Amt kommissarisch übernahm. In seiner Amtszeit als Gouverneur gehörte er 1961 Befürwortern des Rücktritts von Präsident Jânio Quadros sowie 1964 des Militärputsches, der zur Absetzung von Präsident João Goulart führte. Im November 1964 schloss er sich jedoch der Frente Ampla an, der von Juscelino Kubitschek und João Goulart angeführten vereinigten Opposition gegen die Militärregierung von Humberto Castelo Branco. Im Dezember 1968 wurde er von der nunmehr von Artur da Costa e Silva geleiteten Militärregierung verhaftet und befand sich im Gefängnis des Kavallerieregimentes der Militärpolizei, wo er für einige Zeit in einer Zelle mit seinem ehemaligen PCB-Genossen und Schriftsteller Mário Lago einsaß. Er war bis 1975 mit einem politischen Betätigungsverbot belegt.
Lacerda ist Teil des Films Getúlio von 2014.

## Veröffentlichungen
- A vida de André Gide. A crise do pensamento moderno, Übersetzung von Klaus Mann: André Gide and the Crisis of Modern Thought, Emprêsa Gráfica O Cruzeiro, Rio de Janeiro, 1944
- A missão da imprensa, AGIR, Rio de Janeiro 1950
- O caminho da liberdade. Discurso na Comissão de Justiça da Câmara dos Deputados, 1957
- Carreirista da traição, Mitautor Epitacio Caó, Panfleto, Rio de Janeiro, 1959
- O poder das idéias. O pensamento político de Carlos Lacerda através de seus pronunciamentos mais importantes, Distribuidora Record, Rio de Janeiro, 1962
- Reforma agrária. Liberdade e propriedade. Notas taquigráficas do improviso do governador da Guanabara na Convenção Nacional da U.D.N. em Curitiba, Estado do Paraná, Distribuidora Record, Rio de Janeiro, 1963
- Brasil entre a verdade e a mentira, Bloch Editôres, Rio de Janeiro, 1965
- Palavras e ação, Distribuidora Record, Rio de Janeiro, 1965
- Crítica y autocrítica, Nova Fronteira, Rio de Janeiro, 1966
- Depoimento, Editora Nova Fronteira, Rio de Janeiro 1977
- Na Tribuna da Imprensa. Crônicas sobre a Constituinte de 1946, Herausgeber Sérgio Braga, Editora Nova Fronteira, Rio de Janeiro, posthum 2000

## Hintergrundliteratur
- John W. F. Dulles: Carlos Lacerda, Brazilian Crusader: The years 1914-1960, Band 1, University of Texas Press, 1991, ISBN 0-2927-1125-5
- Marly Silva da Motta, Américo Freire, Carlos Eduardo Sarmento: A política carioca em quatro tempos, S. 90 ff., FGV Editora, 2004, ISBN 8-5225-0493-8
- Sidney Ferreira: Beholder, S. 74 ff., Clube de Autores, 2009
- Orde Morton: Rio: The Story of the Marvelous City, S. 291 f., FriesenPress, 2015, ISBN 1-4602-5457-0
- Jucelio Regis Da Costa: Os Jornais Em Marcha E As Marchas Da VitÓria Nos Jornais, S. 87, Clube de Autores, 2016